# Chloroclystis boarmica
Chloroclystis boarmica is een vlinder uit de familie van de spanners (Geometridae). De wetenschappelijke naam van de soort is voor het eerst geldig gepubliceerd in  door Prout.